# C6 Fest
O C6 Fest é um festival de música realizado no Brasil, criado e patrocinado pelo banco C6 Bank, que aborda diferentes gêneros musicais, do jazz ao eletrônico, do rock experimental ao pop.

## O Festival
O C6 Fest foi criado prometendo seguir o legado do extinto Free Jazz Festival (1985 - 2001), que teve sobrevida com outro nome e patrocínio, o Tim Festival, entre 2003 e 2008.
Entre os curadores do evento estão Hermano Vianna, José Nogueira, Pedro Albuquerque, Ronaldo Lemos e Felipe Hirsch.

### Edições

#### 2023
A primeira edição do evento aconteceu entre os dias 18 e 21 de maio, simultaneamente no Rio de Janeiro (no Vivo Rio, 18 a 20 de maio) e em São Paulo (no Parque Ibirapuera, ente 19 e 21 de maio).
Bandas como Black Country, New Road e The War on Drugs fizeram sua estreia no Brasil.

##### Line-up[3][6][7]
| São Paulo                | São Paulo            | São Paulo    | São Paulo                                                      | São Paulo            | São Paulo      | São Paulo               | São Paulo                     | São Paulo     |
| ------------------------ | -------------------- | ------------ | -------------------------------------------------------------- | -------------------- | -------------- | ----------------------- | ----------------------------- | ------------- |
| 19 de maio               | 19 de maio           | 19 de maio   | 20 de maio                                                     | 20 de maio           | 20 de maio     | 21 de maio              | 21 de maio                    | 21 de maio    |
| Tenda Heineken           | Auditório Ibirapuera | Pacubra      | Tenda Heineken                                                 | Auditório Ibirapuera | Pacubra        | Tenda Heineken          | Auditório Ibirapuera          | Pacubra       |
| Christine and the Queens | Tigran Hamasyan      | Gop Tun DJs  | Jon Batiste                                                    | Underworld           | Pista Quente   | The War on Drugs        | The Comet is Coming           | Deekapz       |
| Arlo Parks               | Julian Lage          | Disco Tehran | Mdou Moctar                                                    | Kraftwerk            | Festa Luna     | Weyes Blood             | Domi & JD Beck                | Selvagem      |
| Dry Cleaning             | Nubya Garcia         |              | Russo Passapusso & Nômade Orquestra com BNegão e Kaê Guajajara | Model 500            | Feminine Hi-Fi | Black Country, New Road | Samara Joy                    | Cremosa Vinil |
| Xênia França             | Tributo ao Zuza      |              | Blick Bassy                                                    |                      |                |                         | Caetano Veloso                |               |
|                          |                      |              |                                                                |                      |                |                         | Tim Bernardes canta Gal Costa |               |
|                          |                      |              |                                                                |                      |                |                         | 1973                          |               |

| Rio de Janeiro | Rio de Janeiro | Rio de Janeiro          |
| -------------- | -------------- | ----------------------- |
| 18 de maio     | 19 de maio     | 20 de maio              |
| Underworld     | Jon Batiste    | The War on Drugs        |
| Kraftwerk      | Samara Joy     | Black Country, New Road |
|                | Domi & JD Beck | Terno Rei               |

#### 2024
A edição de 2024 do festival aconteceu nos dias 17, 18 e 19 de maio, no Parque Ibirapuera, em São Paulo.

##### Line-up[17][18][22][23][24][25][26]
O line-up do evento contou com atrações que nunca haviam se apresentado no Brasil, como Noah Cyrus, Raye e Soft Cell.
O Black Pumas trouxe a turnê do novo álbum, Chronicles of a Diamond, lançado em 2023.
Chan Marshall, conhecida como Cat Power, cantou Bob Dylan, obedecendo um setlist de uma apresentação específica de Dylan feita em 1966.
Ícone do Indie e Alternativo, o Pavement trouxe sua turnê de reunião ao Festival.
| 17 de Maio                      | 18 de Maio                               | 19 de Maio                                                            | 19 de Maio                               |
| ------------------------------- | ---------------------------------------- | --------------------------------------------------------------------- | ---------------------------------------- |
| Auditório Ibirapuera            | Arena Heineken / Tenda Metlife / Pacubra | Auditório Ibirapuera                                                  | Arena Heineken / Tenda Metlife / Pacubra |
| Jakob Bro 'Uma Elmo'            | Black Pumas                              | Dinner Party ft. Terrace Martin, Robert Glasper and Kamasi Washington | Daniel Caesar                            |
| Jihye Lee Orchestra             | Raye                                     | Chief Adjuah                                                          | Baile Cassiano                           |
| Charles Lloyd Quartet           | Ayra Starr                               |                                                                       | Young Fathers                            |
| Daniel Santiago e Pedro Martins | Cimafunk                                 |                                                                       | Paris Texas                              |
|                                 | 2manydjs (Live)                          |                                                                       | Pavement                                 |
|                                 | Soft Cell                                |                                                                       | Cat Power sings Dylan '66                |
|                                 | Romy                                     |                                                                       | Noah Cyrus                               |
|                                 | Jaloo convida Gaby Amarantos             |                                                                       | Squid                                    |
|                                 | Pista Quente                             |                                                                       | Jair Naves                               |
|                                 | Fausto Fawcett                           |                                                                       | David Morales (Sunday Mass)              |
|                                 | Valentina Luz                            |                                                                       | Dj Meme                                  |

#### 2025
Em agosto de 2024, foi anunciada a terceira edição do festival, para os dias 22 a 25 de maio de 2025. No mês seguinte, anunciam a primeira atração, o duo francês Air, que irá tocar o álbum Moon Safari (1998) na íntegra. Em outubro, foi anunciado o grupo britânico The Pretenders.